# Neoramia minuta
Neoramia minuta är en spindelart som beskrevs av Forster och Wilton 1973. Neoramia minuta ingår i släktet Neoramia och familjen trattspindlar. Inga underarter finns listade i Catalogue of Life.